# Land- und Stadtgericht Neidenburg

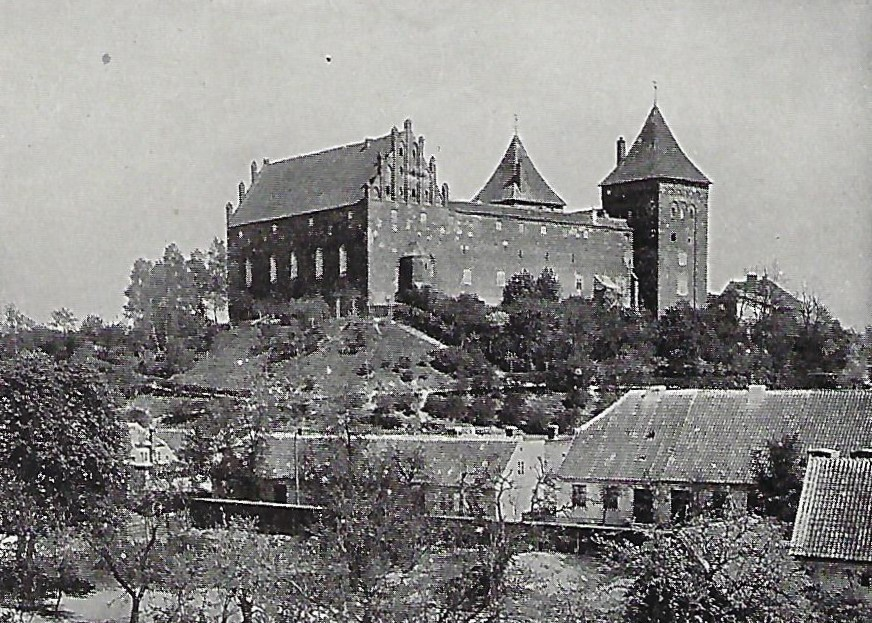
Die Neidenburg, Sitz des Gerichtes

Das Land- und Stadtgericht Neidenburg war von 1828 bis 1849 ein preußisches Land- und Stadtgericht mit Sitz in Neidenburg.

## Geschichte
Das Land- und Stadtgericht Neidenburg wurde 1828 aus dem Stadtgericht Neidenburg und dem Justizamt Neidenburg gebildet. Es war ein Gericht 1. Klasse im Sprengel des Oberlandesgerichts Königsberg.
1837 umfasste der Gerichtsbezirk die Stadt Neidenburg mit 2703 Gerichtseingesessenen und 99 Ortschaften mit 10.200 Gerichtseingesessenen (zusammen also 12.905 Gerichtseingesessene). Am Gericht waren ein Direktor, zwei Richter und acht weitere Mitarbeiter beschäftigt. Sitz des Gerichtes war das königliche Schloss.
Nach der Märzrevolution wurden 1849 einheitlich Kreisgerichte gebildet. In Neidenburg entstand so das Kreisgericht Neidenburg.